# Karina Pankievich
Karina Pankievich, född 1963 i Fray Bentos, är en uruguayansk transaktivist. Hon är ordförande för Asociación Trans del Uruguay (ATRU).

## Biografi
Pankievich flyttade till Montevideo vid 13 års ålder. Hon vittnar om att många uruguayanska barn som identifierar sig med en annorlunda sexuell identitet eller sexualitet kunnat bli utkastade hemifrån vid 11, 12 eller 13 års ålder.
Från 15 års ålder arbetade hon som sexarbetare under diktaturen i Uruguay. Våldet och förtrycket hon mötte ledde till att hon lämnade Uruguay och därefter flyttade från Brasilien och Argentina. I Uruguay var prostitutionen i praktiken laglig, men gatuprostitutionen olaglig. De flesta prostituerade transpersoner var verksamma i den senare verksamheten, vilket gjorde dem utsatta för återkommande arresteringar och våld från polismakten.
Pankievich återvände 1985 (efter att diktaturen tagit slut) till Uruguay och fann att många i HBTQ-samhället ville kämpa för sina rättigheter men var rädda. Därför grundade Pankievich och andra aktivister samma år ATRU. en organisation som fokuserar på utbildning, stöd och mobilisering av aktivister för att främja och försvara sina rättigheter. 2019 var den närvarande i 11 av landets departement och räknade drygt 240 aktiva medlemmar.

### Arbete
ATRU är ett nätverk av trans-rättighetsgrupper i hela landet och med räckvidd även till andra länder i Sydamerika. En av gruppens största framgångar var Mångfaldsmarschen, en festival för HBTQ-gemenskapen i Uruguay som arrangerades för första gången 1992. 2019 involverade marschen mer än 130 000 människor.
Hon deltog i ett dokumentärt projekt med titeln "Transkvinnor utan transfobi mot HIV – AIDS" för Trans National Base Organization (OTBN). Dokumentären berör fall av kränkningar av mänskliga rättigheter mot kvinnor under 2017 i Uruguay.
2018 fick transgemenskapen i Uruguay en lag som garanterade deras rättigheter och tillerkände transpersoner födda före 1976 rätt till ersättning för brott som begåtts mot dem – inklusive i statens namn, liksom statligt bekostade möjligheter till hjälp med könsbekräftande vård. 2019 ville en konservativ del av parlamentet i Uruguay återkalla lagen, och de lät utlysa en folkomröstning i ämnet. Folkomröstningen samlade dock endast 8 procent av de röstberättigade, mot ett minimikrav på 25 procent.
Pankievich är även aktiv som skribent i transrelaterade frågor, bland annat för uruguayanska webbtidningen La Diaria.